# 动态漫游号
动态漫游号（英語：Mobile Station Roaming Number，MSRN）是一个E.214协议定义的一个关于移动电话号码的归属地代码，用于从GMSC（移动交换中心网关）提取目标MSC（移动交换中心）的信息。它也可以被认为是一个临时分配给移动终端的查询号码，用于在呼叫过程中寻找移动终端。MSRN被分配给每一个通话中的移动终端，不仅限于不同MSC间漫游的通话终端，还包含未漫游的移动终端。